# Alejandro Morales
Alejandro Morales (Montebello, 1944) è uno scrittore statunitense.

## Biografia
Alejandro Morales è nato nel 1944 a Montebello, in California, da una famiglia di origini messicane. Ha studiato presso l'Università della California di Los Angeles, conseguendo poi un dottorato di ricerca in letteratura spagnola alla Rutgers University di New Brunswick, in New Jersey.
Nel 1975 ha esordito con Caras viejas y vino nuevo, unica opera ad esser stata tradotta in italiano e pubblicata nel 2012 dalla casa editrice "Ad est dell'Equatore".
Alejandro Morales è anche professore emerito di letteratura chicana presso l'Università della California di Irvine.
Autore di sette romanzi, tre racconti e una raccolta di poesie, è considerato tra i maggiori esponenti della cultura chicana. 

## Premi
- Luis Leal Award nel 2007 [1]

## Opere
- Caras viejas y vino nuevo, 1975.
- La verdad sin voz, 1979.
- Reto en el paraíso, 1983.
- The brick people, 1988.
- The rag doll plagues, 1992.
- Waiting to Happen, 2001.
- Pequeña nación, 2005.
- The captain of all these men of death, 2008.
- Hombres de ladrillo, 2010.
- Little nation and other stories, 2014.
- River of angels, 2014.

Edizioni in lingua italiana
- Barrio in fiamme, (Ad Est dell'Equatore, 2012).